# Grundtjärnen (Svegs socken, Härjedalen)
Grundtjärnen är en sjö i Härjedalens kommun i Härjedalen och ingår i Ljusnans huvudavrinningsområde. Sjön har en area på 0,127 kvadratkilometer och ligger 391 meter över havet. Sjön avvattnas av vattendraget Lill-Färingan.

## Delavrinningsområde
Grundtjärnen ingår i det delavrinningsområde (690541-140597) som SMHI kallar för Utloppet av Grundtjärnen. Medelhöjden är 490 meter över havet och ytan är 12,01 kvadratkilometer. Det finns inga avrinningsområden uppströms utan avrinningsområdet är högsta punkten. Lill-Färingan som avvattnar avrinningsområdet har biflödesordning 3, vilket innebär att vattnet flödar genom totalt 3 vattendrag innan det når havet efter 279 kilometer. Avrinningsområdet består mestadels av skog (83 procent). Avrinningsområdet har 0,13 kvadratkilometer vattenytor vilket ger det en sjöprocent på 1,1 procent.